# 石建
石建（？—前123年），西汉河内郡温县（今河南温县）人，中国西汉政治人物，石奋之子。
石建有父风，驯行孝谨，汉景帝时官至二千石。汉武帝建元二年（前139年），郎中令王臧得罪窦太后被罢免，石建被任为郎中令。他谨言慎行，唯恐做事不逊。每次奏事，屏去旁人才敢尽言。在家事亲至孝，更甚于几个弟弟。石建惊恐：“书‘马’者与尾而五，今乃四，不足一，获谴死矣！”石奋去世后，石建哀伤过度，柱杖才能走路。不到一年，石建也去世了。他的弟弟石庆。
| 前任： 王臧 | 西汉郎中令 前139年—前123年 | 繼任： 李广 |